# Востоков, Александр Христофорович
Алекса́ндр Христофо́рович Восто́ков (нем. Alexander Woldemar Osteneck; 16 [27] марта 1781[…], Аренсбург, Лифляндская губерния — 8 [20] февраля 1864[…], Санкт-Петербург) — русский филолог-славист и поэт, палеограф, археограф, лексикограф, переводчик балто-немецкого происхождения. Основоположник сравнительного славянского языкознания, автор грамматик русского языка. Исследователь русского стихосложения (см. его «Опыт о русском стихосложении», 2 изд., 1817).

## Биография
Родился 16 (27) марта 1781 года на острове Эзеле, в городе Аренсбург. Он был внебрачным сыном барона Христофора Остен-Сакена (1737—1811), эзельского предводителя дворянства, и, как многие внебрачные дети, получил фамилию, производную от фамилии отца: Остенек. Впоследствии «перевёл» её на русский (нем. Ost = рус. «восток»).
Первые шесть лет провёл в Ревеле (ныне — Таллин) у вдовы Трайблут, которую называл «маменькой». В 1788 году был помещён в Императорский сухопутный шляхетный кадетский корпус. В Санкт-Петербурге стал активным деятелем Вольного общества любителей словесности, наук и художеств и занялся литературной деятельностью. Дважды был женат (оба раза на немках).
Востоков занимался описанием рукописей киевского митрополита Евгения, участвовал в «Библиографических листах» Кеппена. Освободившись в 1824 г. от службы в разных учреждениях, Востоков, завязавший ещё раньше деловые отношения с графом Николаем Петровичем Румянцевым, получил возможность заняться описанием рукописей его собрания. По смерти графа Румянцева это собрание поступило в казну, а Востоков в 1828 г. был назначен им заведовать. Пробыв некоторое время хранителем манускриптов в Императорской публичной библиотеке, Востоков был определён старшим библиотекарем Румянцевского музея.
Скончался 8 (20) февраля 1864 года в Санкт-Петербурге. Похоронен на Волковском лютеранском кладбище (уч. 14, вблизи поворота к Талевой дороге; надгробие разрушено).

## Литературное творчество
К первым годам XIX века относится поэтическое творчество Востокова, выдержанное в традициях русского Просвещения. Он экспериментировал в области народных тонических размеров, имитировал античную метрику («Опыты лирические и другие мелкие сочинения в стихах», ч. 1—2, 1805—1806). Публиковал переводы из своего любимого поэта Горация. Выполнил первый (вольный) перевод на русский язык английского гимна «God Save the King» (опубликован в 1813 году по случаю победы над французами с пометкой «Песнь русскому царю „Прими побед венец“ на голос английской народной песни „Боже! Спаси царя“»). В стихах А. Х. Востокова, по мнению Вильгельма Карловича Кюхельбекера, ясно сказался дух русского языка «свободный и независимый». Для баллады «Светлана и Мстислав» (1802) изобрёл женское имя Светлана.

## Научные исследования и достижения
А. Х. Востоков, исследователь русского тонического стихосложения («Опыт о русском стихосложении», 1812, отд. изд. 1817), памятников древнеславянской письменности, грамматики славянских языков, в том числе русского, заложил основы сравнительного славянского языкознания в России. Помимо прочего, в этой области А. Х. Востоковым было показано отсутствие деепричастий в церковнославянском языке, наряду с чем учёному принадлежит заслуга открытия так называемого достигательного наклонения в древнерусском языке — супина, на наличие которого в чешском и лужицких языках немногим ранее было указано Йосефом Добровским. По оценке Романа Осиповича Якобсона,

уже в 1812 году выходит эпохальная работа гениального филолога Востокова «Опыт о русском стихосложении», представившая типологию систем стихосложения, анализ просодических предпосылок русского стиха, обзор разных форм русского фольклорного стиха, характеристику развития русского литературного стиха и взгляд на современные проблемы русского стиха.

В работе «Рассуждение о славянском языке, служащее введением к Грамматике сего языка, составляемой по древнейшим оного письменным памятникам» (1820) Востоков выделил три периода истории славянских языков: древний (IX—XIII в.), средний (XIV—XV вв.) и новый (с XV в.). В этой же работе он установил регулярные фонетические соответствия между гласными звуками славянских языков, открыл носовые гласные (юсы) в старославянском, сопоставив русские слова с польскими. Эти буквы обозначали носовые гласные: носовое «о» и носовое «е». Он впервые понял, что в славянских рукописях буквы «ъ» и «ь» обозначали особые гласные звуки.
Востоков был автором грамматик современного русского языка («полнее изложенная» и «сокращённая» русские грамматики, 1831 г.). Ему принадлежат первопроходческие наблюдения в области синтаксиса, проблем singularia tantum и pluralia tantum, общего рода и т. п.
Впервые издал «Остромирово Евангелие» (1843). Составил «Описание русских и славянских рукописей Румянцевского музеума» (1842), где описано 473 памятника. Редактировал и участвовал в составлении «Словаря церковнославянского и русского языка» (тт. 1—4, 1847), составил «Словарь церковнославянского языка» (1858—1861), «Опыт областного великорусского словаря» (1852) и «Дополнение» к нему (1858).

## Награды и почести
- Ордена Святой Анны 1-й степени и Святого Станислава 1-й степени[7].
- В 1862 году по случаю празднования тысячелетия России награждён орденом Святого Владимира второй степени[11].
- Член Академии российской (1820), академик Санкт-Петербургской академии наук (1841).
- Доктор философии Тюбингенского университета (1825).
- Доктор Пражского университета (1848).

## Список работ
- Краткая история Общества любителей наук, словесности и художеств // Периодическое издание ВОЛСНХ. — 1804. — Т. 1. — С. 1—19. — Прочитано в ВОЛСНХ 19 ноября 1804 г.
- Задача любителям этимологии // Санкт-Петербургский Вестник. — СПб., 1812. — Т. I, № 2.
- Опыты лирические и другие мелкие сочинения в стихах А. Востокова. — СПб., 1805—1806. — Т. 1—2.
- Опыт о русском стихосложении / Сочин. Александром Востоковым, членом С.П.бургского вольного общества словесности наук и художеств. — Издание второе, значительно пополненное и исправленное. — В С.Петербурге: Печатано в Морской типографии, 1817. — [14], 1—141, 143—167, [2] с.
- Рассуждение о славянском языке, служащее введением к грамматике сего языка // Труды Общества любителей Российской словесности при Московском университете. 1820. — Т. XVII. Ч. XIX. — С. 5—61
- Стихотворения Александра Востокова: В трех книгах. — СПб., 1821.
- Сокращенная русская грамматика для употребления в низших учебных заведениях, составленная по поручению Комитета рассмотрения учебных пособий Александром Востоковым, Российской академии и других обществ членом. — Санкт-Петербург: Деп. нар. прос., 1831. — 16, 207 с., 4 л. табл.
- Русская грамматика Александра Востокова, по начертанию его же сокращенной грамматики полнее изложенная. — СПб., 1831.
- Востоков А. Х. Описание рукописей Румянцевского музеума // Журнал Министерства народного просвещения. — 1837. — № 6.
- Описание русских и словенских рукописей Румянцевского музеума, составленное Александром Востоковым. — СПб.: в тип. Имп. АН, 1842. — [2], 4, IV, 900, 3 с., 1 л. табл.
- Остромирово евангелие 1056—57 года: С прил. греч. текста евангелий и с граммат. объясн., изд. А. Востоковым / [Предисл.: А. Востоков]. — Санкт-Петербург: тип. Акад. наук, 1843. — [2], XII, 324 с., 296 л., 2 л. ил.
- Сокращенная русская грамматика Александра Востокова: перепечатана с 4-го издания для употребления в заведениях Московского учебного округа с разрешения высшего начальства. — Издание 2-е без перемены. — Москва: в Университетской типографии, 1843. — [4], 163 с., 2 л. табл.
- Опыт областного великорусского словаря, изданный Вторым отделением Императорской академии наук; Дополнение к Опыту областного великорусского словаря / [ред. А. Х. Востоков]. — Санкт-Петербург: В тип. Имп. акад. наук, 1852—1858. — [4], XII, 275, [2], 328 с.
- Грамматика церковно-словенского языка, изложенная по древнейшим оного письменным памятникам / сост. акад. А. Х. Востоковым. — Санкт-Петербург: Тип. Имп. Акад. наук, 1863. — [2], 135 с., 1 л. табл.
- Востоков А.Х. Рассуждение о славянском языке, служащее введением к Грамматике сего языка, составляемой по древнейшим оного письменным памятникам. — 1820. [рукопись; часть этой работы под названием «Рассуждение о славянском языке» была опубликована в «Трудах Общества по изучению русской словесности», XVII, 1856; в полном виде работа издана И. Срезневским под названием Рассуждение о славянском языке // Филологические наблюдения А. Х. Востокова. — СПб., 1865.]
- Словарь церковно-славянскаго языка, составленный академиком А. Х. Востоковым. — Санктпетербург : Издание Втораго отделения Императорской Академии наук, 1858—1861. — 30 см.

1. Т. 1. — 1858. — [4], 255 с.; — Скан; — Internet Archive
2. Т. 2. — 1861. — [4], 299 с.; — Скан; — Internet Archive
3. Дополнения. — 1858. — 64 стб.

- Грамматика церковнославянского языка, изложенная по древнейшим оного письменным памятникам. — СПб.: В типографии Императорской Академии наук, 1863.
- Филологические наблюдения А.Х. Востокова / издал И. Срезневский. — СПб., 1864.
- Стихотворения / Ред., вступ. статья и прим. Вл. Орлова. — М.: Сов. писатель, 1935. — 466 с.: ил., портр. — (Библиотека поэта / Под ред. М. Горького).

## Адреса в Санкт-Петербурге
- апрель 1806 — январь 1807 — дом Комовского — Дементьев переулок, 7;
- январь 1807—1844 — доходный дом А. В. Старчевского — Галерная набережная, 44.